# The Muffs
The Muffs fue una banda de punk rock del sur de California, Estados Unidos, formada en 1991. Liderada por la cantante y guitarrista Kim Shattuck, la banda lanzó cuatro álbumes de estudio en los años 1990, así como numerosos singles como «Lucky Guy», «Sad Tomorrow» y una versión de «Kids in America». Después de un largo receso que comenzó en 1999, la banda lanzó un quinto álbum en 2004, pero luego se separaron hasta casi una década después, cuando los tres miembros principales de la banda se reunieron y comenzaron a tocar nuevamente y lanzaron otro álbum, «Whoop Dee Doo», en 2014. 
Kim Shattuck murió el 2 de octubre de 2019 luego de una batalla de dos años con ELA. Ese mismo día, The Muffs confirmaron que se separaban nuevamente.

## Historia

### Formación
La banda empezó como una colaboración entre las guitarristas Kim Shattuck y Melanie Vammen, ambas de la banda de hard rock The Pandoras, integrada únicamente por mujeres. Empezaron a tocar como «The Muffs» y a grabar luego de que se sumaron el bajista Ronnie Barnett y el baterista Criss Crass.

### Década de 1990
The Muffs editó sus primeras grabaciones, EPs de 7" EPs y singles, «New Love» y «Guilty» ─en 1991─ y «I Need You» en 1992, por sellos independientes de la costa oeste: Sub Pop y Sympathy for the Record Industry. Por la respuesta del público y la crítica a estos primeros discos, la banda firmó con Warner Bros. Records. Se hicieron una reputación de hacer «sincero pop punk sencillo». En las palabras del músico y crítico Scott Miller, The Muffs tuvo «un estilo poco común con melodías simples y pegadizas» siempre pronunciado por en «la rasposa y casi cómicamente burlona y rasposa voz de Kim Shattuck», según dijo con aprobación.
La banda publicó su álbum debut homónimo en 1993. Tras su edición, pronto Criss Crass dejó la banda y fue reemplazado por el baterista Jim Laspesa durante la subsiguiente gira. Luego Roy McDonald, anteriormente de Redd Kross, ocupó la posición permanentemente desde 1994. Luego de esa gira, Vammen también decidió dejar el grupo y eventualmente unirse a The Leaving Trains.
Como trío formado por Shattuck, Barnett, y MacDonald, The Muffs grabaron su segundo álbum, Blonder and Blonder. Se publicó por el sello Reprise Records, subsidiario de Warner, en 1995. El álbum incluye el éxito de radio universitaria «Sad Tomorrow».
The Muffs grabó un cover de la canción de 1981 «Kids in America» de Kim Wilde, que fue incluida en la banda de sonido de la película Clueless de 1995. Su versión de la canción aparece también en el videojuego de música Rock Band 2 y fue luego reeditado en su propio álbum recopilatorio de 2000, «Hamburger».
La banda lanzó su tercer álbum, «Happy Birthday to Me» en 1997, su última placa editada por Warner. El sencillo «Outer Space», incluido en ese álbum aparece también en el videojuego de música Rock Band 3, de 2010.
Mediante el sello independiente Honest Don's Records, publicaron «Alert Today, Alive Tomorrow» en 1999. Este álbum incluyó «I Wish I Could Be You», que formó parte del episodio «The Freshman» de la serie televisiva Buffy la Cazavampiros. Además en 1999 la banda aportó la canción «Pimmel» al álbum Short Music for Short People, del sello Fat Wreck Chords.

### Década de 2000
Hacia finales de 1999, el grupo detuvo su actividad y no creó material nuevo por cinco años. En 2004 publicaron su quinto álbum, «Really Really Happy». Presenta una salida del estilo anterior de la banda, con muchas canciones que suenan más suaves que trabajos anteriores, «más dulces» y «sin duda más felices».

### Década de 2010
En 2012 se presentaron en el festival «Girls Got Rhtyhm» en Saint Paul, Minesota, junto a Ronnie Spector, The 5.6.7.8's, Nikki Corbeta y L'Assassins. Shattuck adjudicó al antiguo baterista de la banda Jim Laspesa haber sido instrumental en juntar para el reencuentro a Barnett, McDonald, y ella.
El primer álbum de The Muffs en una década, «Whoop Dee Doo», fue lanzado en julio de 2014 por Burger Records. Shattuck escribió sus doce canciones y se encargó de la producción y la ingeniería de sonido de casi todo el álbum.
Como su autodescriptivo título sugiere, «Whoop Dee Doo» fue un regreso a las bases para The Muffs. Su sonido es «áspero con bordes punk» y mantiene un «énfasis marcado en el humor y la brevedad». En una crítica positiva del álbum, Pitchfork puso: «No han ido más despacio ni suavizaron su ataque, ni perdieron su forma de hacer melodías. Hasta la voz de Shattuck apenas se nota tocada por el tiempo... Difícilmente haya una banda más consistente en todo el pop-punk norteamericano».
En agosto de 2019, The Muffs anunciaron que editarían un nuevo álbum en octubre de 2019 titulado «No Holiday». Comprende temas desde los principios de la banda en 1991 hasta 2017. Tendrá dieciocho pistas. La cantante Kim Shattuck falleció el 2 de octubre de 2019, luego de una batalla de dos años con ELA.

## Legado
La banda de punk rock The Queers incluyó la canción de The Muffs «End It All» en su reedición del álbum «Don't Back Down» de 2007. La banda británica indie Silver Sun incluyó la canción de The Muffs «I'm a Dick» en su EP «Too Much, Too Little, Too Late». La banda de punk rock estadounidense The Huntingtons grabó la canción de The Muffs «Big Mouth» para su álbum «Rock 'N' Roll Habits For The New Wave». «Big Mouth» también fue grabada por el grupo americano punk Off with Their Heads en «Art of the Underground Singles Series Volume 9».

## Discografía

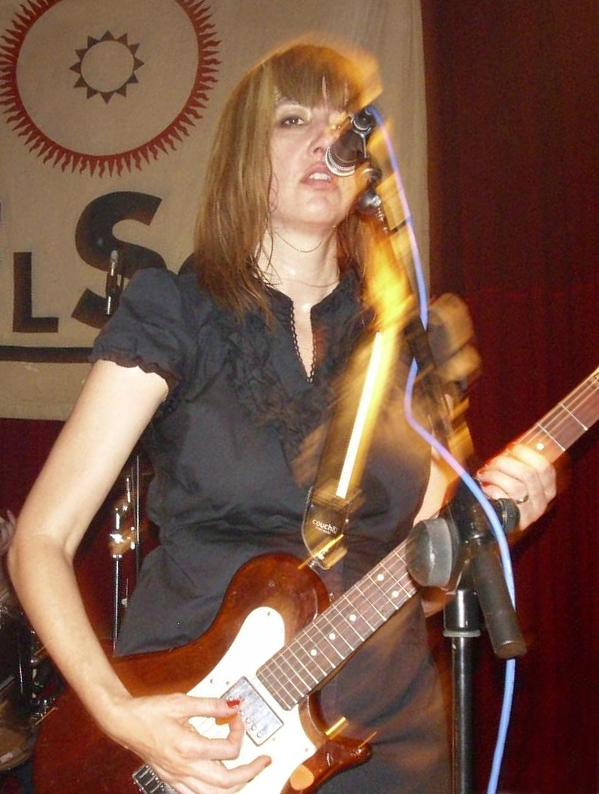
Kim Shattuck tocando en España en 2009

### Álbumes de estudio
- 1993: «The Muffs», reeditado con pistas extra por Burger Records en 2015.
- 1995: «Blonder and Blonder»
- 1997: «Happy Birthday to Me»
- 1999: «Alert Today, Alive Tomorrow»
- 2004: «Really Really Happy»
- 2014: «Whoop Dee Doo», alcanzó el n.º 32 en los «Billboard Heatseeker Albums».
- 2019: «No Holiday»

### Álbumes de recopilación
- 2000: «Hamburger»
- 2011: «Kaboodle»

### Singles
- «New Love» (1991)
- «Guilty» (1991)
- «I Need You» (1992)
- «Big Mouth» (1993)
- «Lucky Guy» (1993)
- «Everywhere I Go» (1993)
- «Sad Tomorrow» (1995) (#29 Canadian RPM Alternative Singles)[13]
- «I'm A Dick» (1996)
- «Outer Space» (1998)
- «Happening» (1999)
- «No Action» (2000)
- «Really Really Happy» (2004)
- «A Lovely Day Boo Hoo» (2019)

## Videografía
| Año  | Tema                |
| ---- | ------------------- |
| 1993 | Lucky Guy           |
| 1993 | New Love            |
| 1995 | Sad Tomorrow        |
| 1995 | Oh Nina             |
| 2000 | Rock & Roll Girl    |
| 2004 | Really Really Happy |
| 2004 | Don't Pick On Me    |
| 2014 | Weird Boy Next Door |